# 31. marts
31. marts er dag 90 i året i den gregorianske kalender (dag 91 i skudår). Der er 275 dage tilbage af året.
Balbinas dag. Hun var datter af Quirinus, der lagde navn til gårsdagen, og hun led martyrdøden sammen med faderen.
Indtil 1978 gik det danske finansår fra 1. april til 31. marts. Siden 1979 har det fulgt kalenderåret fra 1. januar til 31. december.

### Begivenheder
Født - Dødsfald
- 1492 - Ferdinand og Isabella underskriver Alhambra-dekretet, der påbyder alle jøder at forlade Spanien, med mindre de konverterer til katolicismen. De bortflyttede jøder kendes som sefardiske jøder.
- 1754 - Det Kongelige Akademi for de Skønne Kunster stiftes. Det er en kunstskole for maleri, skulptur og arkitektur.
- 1866 - Under Chincha-krigen bomber den spanske flåde havnen i Valparaíso, Chile.
- 1880 - Historiens første elektriske gadebelysning tændes i byen Wabash i Indiana, USA.
- 1889 - Det 300 meter høje Eiffeltårn indvies i Paris som hovedattraktion ved verdensudstillingen. Det er bygget af 7.000 tons jernbjælker og har kostet 8 millioner franc. Det er opført på to år, to måneder og to dage.[2]
- 1896 - Den amerikanske opfinder Whitcomb Judson får patent på lynlåsen.
- 1909 - Serbien accepterer Østrig-Ungarns anneksion af Bosnien-Hercegovina, og Bosnienkrisen afsluttes.
- 1917 - Det danske salg af De dansk vestindiske øer træder i kraft og øerne skifter navn til Amerikanske Jomfruøer (engelsk: U.S. Virgin Islands)
- 1918 - USA indfører for første gang sommertid, og amerikanerne må sætte urene en time frem.
- 1936 - Københavns Universitets lovfæstede eneret til at fremstille kalendere (almanakker) bortfalder.
- 1939 - Storbritannien og Frankrig garanterer Polens selvstændighed.
- 1944 - Tyske terrorister bombesprænger Kinopalæet i København.
- 1949 - The Dominion of Newfoundland bliver en del af den Canadiske Føderation som Canadas 10. provins.
- 1959 - Den 14. Dalai Lama flygter fra det kinesisk besatte Tibet til Indien.
- 1964 - Den brasilianske general Olímpio Mourão Filho beordrer sine tropper mod Rio de Janeiro, og indleder et statskup i landet.
- 1966 - Sovjetunionen opsender rumsonden Luna 10, som bliver den første, der går i kredsløb om Månen.
- 1979 - De sidste britiske soldater forlader Malta, der udråber dagen til "frihedsdag".
- 1983 - I protest mod NATOs planer om opstilling af atommissiler som led i dobbeltbeslutningen, der var et modsvar mod Sovjetunionens opstilling af atommissiler i Østeuropa, dannede 80.000 demonstranter en levende mur uden for den amerikanske flybase Greenham Common i England.
- 1985 - Den første udgave af WrestleMania, den største begivenhed indenfor wrestling under WWE (dengang WWF) afvikles i Madison Square Garden i New York City.
- 1986 - Ved den alvorligste flykatastrofe i Mexicos historie mister samtlige 166 om bord i et Boeing 727-fly livet. Flystyrtet sker i bjergene 130 km fra den mexicanske hovedstad under en flyvning fra Mexico City til Los Angeles, USA.
- 1990 - Omkring 200.000 demonstranter går på gaderne i London i protest mod ændringen af Storbritanniens ejendomsskat fra at være værdibaseret til at være en kopskat. Begivenhederne er senere på året medvirkende til Margaret Thatchers afgang som premierminister.
- 1991 - Warszawapagten opløses.
- 1991 - 99,5% af vælgerne i Georgien stemmer for uafhængighed af Sovjetunionen.
- 1991 - Det første frie valg siden 2. verdenskrig afholdes i Albanien og vindes af Arbejderpartiet - det tidligere kommunistparti.
- 1992 - Det sidste aktive slagskib i US Navy, USS Missouri tages ud af tjeneste.
- 1992 - EF-domstolen i Luxembourg kender det ulovligt at Danmark opkrævede arbejdsmarkedsbidrag (ambi) fra virksomheder. Senere indføres en anden skat med tilsvarende navn som opkræves af personindtægt.
- 1992 - For første gang nogensinde vinder Danmark en medalje ved paralympiske vinterlege, da den svagtseende Lars Nielsen fra Tappernøje vinder sølv i storslalom i klasse B2 ved vinter-PL 1992 i Albertville, Frankrig.
- 1998 - Netscape udgiver kildekoden til Mozilla under en open source licens.
- 1999 - Varehuset Daells Varehus i København lukker.
- 2024 - Public service-radiostationen 24syv (tidligere Loud) lukker, idet sendetilladelsen udløber.

### Født
- 1519 - Henrik 2., fransk konge (død 1559).
- 1596 - René Descartes fransk filosof og matematiker (død 1650).
- 1675 - Benedikt 14, italienskfødt pave (død 1758).
- 1723 - Frederik 5., dansk konge (død 1766).
- 1732 - Joseph Haydn, østrigsk komponist (død 1809).
- 1778 - Coenraad Jacob Temminck, nederlandsk zoolog (død 1858)
- 1819 - William Wain, engelsk-født dansk ingeniør og maskinfabrikant (død 1882).
- 1843 - Kristian Zahrtmann, dansk maler (død 1917).
- 1908 - Karl Skytte, dansk politiker og minister (død 1986).
- 1914 - Octavio Paz, mexicansk diplomat, forfatter og modtager af Nobelprisen i litteratur (død 1998).
- 1914   - Maria Lang, svensk forfatter (død 1991).
- 1916 - Lucille Bliss, amerikansk skuespillerinde (død 2012).
- 1926 - John Fowles, engelsk forfatter (død 2005).
- 1927 - William Daniels, amerikansk skuespiller.
- 1934 - Richard Chamberlain, amerikansk skuespiller.
- 1935 - Herb Alpert, amerikansk trompetist og orkesterleder.
- 1935   - Paul Valjean, amerikansk koreograf, danser og skuespiller (død 1992).
- 1936 - John "Dix" Lindhardt, dansk jazzmusiker.
- 1936   - Marge Piercy, amerikansk forfatter.
- 1939 - Volker Schlöndorff, tysk filminstruktør.
- 1939   - Karl-Heinz Schnellinger, tysk fodboldspiller (død 2024).
- 1940 - Erik Magnussen, dansk keramiker og designer (død 2014).
- 1942 - Ingolf Gabold, dansk dramachef, komponist og forfatter.
- 1943 - Christopher Walken, amerikansk skuespiller.
- 1945 - Ulla Gottlieb, dansk skuespillerinde.
- 1948 - Al Gore, amerikansk politiker.
- 1951 - Johnny Madsen, dansk musiker, sangskriver og maler (død 2024).
- 1954 - Thomas Bloch Ravn, dansk museumsdirektør for Den Gamle By.
- 1955 - Mogens Holm, dansk skuespiller og teaterleder.
- 1955 - Angus Young, skotsk musiker i AC/DC.
- 1958 - Kuupik Kleist, grønlandsk folketingsmedlem.
- 1960 - Henrik Prip, dansk skuespiller.
- 1963 - Kim Vejrup, dansk journalist.
- 1969 - Aage Rais-Nordentoft, dansk filminstruktør.
- 1970 - Kent Nikolajsen, dansk journalist (død 2019).
- 1971 - Ewan McGregor, skotsk skuespiller.
- 1987 - Georg Listing, tysk bassist i Tokio Hotel.
- 1987 - Amaury Bischoff, fransk/portugisisk fodboldspiller.

### Dødsfald
- 1340 - Ivan 1., russisk storfyrste (født 1288).
- 1547 - Frans 1., fransk konge (født 1494).
- 1567 - Philipp 1., tysk fyrste og reformator (født 1504).
- 1621 - Filip 3., spansk konge (født 1578).
- 1727 - Isaac Newton, engelsk fysiker og matematiker (født 1643).
- 1855 - Charlotte Brontë, engelsk forfatter (født 1816).
- 1945 - Anne Frank, hollandsk dagbogskribent (født 1929).
- 1972 - Bertel Dahlgaard, dansk politiker og minister (født 1887).
- 1980 - Jesse Owens, amerikansk atlet (født 1913).
- 1989 - Jakob Nielsen, TV-journalist (født 1937).
- 1995 - Max Brüel, dansk arkitekt og jazzmusiker (født 1927).
- 1997 - Friedrich Hund, tysk fysiker (født 1896).
- 2003 - Tommy Seebach, dansk musiker og komponist (født 1949).
- 2016 - Zaha Hadid, britisk arkitekt (født 1950).